# Nacional Esporte Clube Ltda
Nacional Esporte Clube Ltda é um clube de futebol que atualmente manda seus jogos em Esmeraldas, no estado de Minas Gerais.

## História
Foi fundado em 28 de junho de 2008, com o nome Fabriciano Futebol Clube Ltda, com o objetivo de revelar e negociar jogadores de futebol. Seu principal idealizador foi Marcelo Martins Vieira, da Cia Sucatavalle 
A ideia da criação do clube surgiu quando, em 2003, o empresário Marcelo Martins Vieira começou a participar dos bastidores do Social Futebol Clube e foi aprendendo sobre a política interna de um clube. Em 2007 conheceu Amarildo Ribeiro, que participava da diretoria do Ipatinga Futebol Clube. Em 2008 participaram juntos da campanha do Social no campeonato mineiro, antes de criar seu próprio time.
Sua estreia como equipe profissional se deu no Campeonato Mineiro da Segunda Divisão de 2009, contra o Fabril de Lavras, jogando no Estádio Louis Ensch, em Coronel Fabriciano. Venceu por 2 a 0.
Atendendo seus objetivos iniciais, o clube manteve participação majoritária em passe de jogadores emprestados a vários times do Brasil, entre eles o Ceará e o Bahia.
O clube transferiu sua sede para Nova Serrana em março de 2010 e alterou seu nome para Nacional Esporte Clube, além de adotar um novo escudo. Sagrou-se campeão mineiro da Segunda Divisão em 2010.
No dia 1° de maio de 2011, o Nacional conseguiu o seu principal triunfo até então. Disputando pela primeira vez o módulo II do campeonato mineiro, o time de Nova Serrana foi vice-campeão, conquistando, juntamente com o campeão Boa Esporte, o direito de disputar em 2012 o módulo I.
Em seu primeiro ano na elite do futebol mineiro e com a parceria realizada com o Cruzeiro, o Nacional conseguiu se manter no módulo I e terminou a competição em 5° lugar, um ponto atrás do Tupi, que se classificou para a semifinal. Após a vitória sobre o Villa Nova por 2x0 em Nova Lima, pela última rodada, o time do centro-oeste mineiro garantiu sua participação na Série D do Campeonato Brasileiro de 2012. Esta foi a primeira participação do time em um campeonato nacional. O clube foi eliminado nas oitavas de final da competição.
Em 2012 a prefeitura de Nova Serrana ergueu a Arena do Calçado para abrigar as partidas do clube, se adequando à sua ascensão. Entretanto, com a eleição de um novo prefeito naquele mesmo ano, o presidente do Nacional declarou que o clube irá novamente se mudar para outra cidade, sendo Patos de Minas o destino escolhido.
Em agosto de 2013, o clube anunciou mais uma mudança de sede. Em novembro a equipe fechou um acordo com o Nacional Atlético Clube de Muriaé, que estava fora de atividade desde 2005. O Nacional passaria a jogar na cidade da Zona da Mata.
Em Dezembro de 2014, o clube anunciou sua mudança para cidade de Esmeraldas.A sede do clube será na cidade mas irá mandar seus jogos na Arena do Jacaré, em Sete Lagoas.
O NEC desistiu de participar do Módulo II de 2015 por problemas financeiros. A FMF rebaixou a equipe automaticamente para a segunda divisão de 2016.

## Títulos
| Estadual | Estadual                              | Estadual | Estadual   |
|          | Competição                            | Títulos  | Temporadas |
| -------- | ------------------------------------- | -------- | ---------- |
|          | Campeonato Mineiro da Segunda Divisão | 1        | 2010       |

## Ligações Externas
- «Sítio oficial»